# Bremer Domchor
Der Bremer Domchor ist ein gemischter Chor am Bremer St.-Petri-Dom. Die Kantorei gehört zur Kirchengemeinde des Domes und zählt zu den renommiertesten Kantoreien Deutschlands.

## Geschichte
1684 wurde der Husumer Theologe und Kantor Laurentius Laurentii an die Domschule Bremen als Direktor der Dommusik berufen. Er gründete den ersten Dom-Chor mit vorwiegend Mitgliedern aus der Domschule. Bis 1715 war Laurentius in Bremen tätig. 1732 bestand der Chor aus neun Sängern, ergänzt durch Instrumentalisten, die ebenfalls durch den Kantor betreut wurden. Der damals vom Dom wenig unterstützte Dom-Chor soll eher mäßig gewesen sein. Lediglich in der Zeit von Domkantor Wilhelm Christian Müller von 1784 bis 1817 sollen die Leistungen ansprechend gewesen sein. 1817 gab der moderne Musikpädagoge Müller sein Amt am Dom auf.    
Der heutige Bremer Domchor kann auf eine über 150-jährige Geschichte zurückblicken: Gegründet wurde er 1856 von Heinrich Kurth (1828–1872), dem Musiklehrer an der Domschule und an der Hauptschule in Bremen. Bis heute gab es erst sieben Leiter des Domchores: Heinrich Kurth, Carl Martin Reinthaler (1857–1893), Eduard Nößler (ab 1893), Richard Liesche (1930–1957), Hans Heintze (1957–1975), Wolfgang Helbich (1976–2008) und Tobias Gravenhorst (seit 2008).

## Gegenwart und künstlerisches Profil
Die Dom-Kantorei besteht aus ca. 120 Sängerinnen und Sängern, die aus Bremen und dem Bremer Umland kommen. Musikalischer Leiter seit August 2008 ist der Leitende Kirchenmusiker und Domkantor Tobias Gravenhorst.
Der Domchor erarbeitet jährlich sechs bis acht große oratorische Konzerte mit unterschiedlichen Programmen. Diese werden im zumeist mit 1.600 Plätzen vollbesetzten St.-Petri-Dom aufgeführt. Außerdem gestaltet der Domchor viele der sonntäglichen Gottesdienste und einige der wöchentlichen Motetten-Reihen musikalisch mit.
Auch die häufigen Live-Übertragungen bzw. Mitschnitte durch Rundfunkanstalten und mehrere Schallplatten und CDs, von denen Ein deutsches Requiem von Johannes Brahms mit dem Preis der deutschen Schallplattenkritik ausgezeichnet wurde, sind Ausdruck für die hohe musikalische Qualität.
Der Domchor gastierte in den USA und Israel, mehrmals in Frankreich, Italien, Griechenland und in verschiedenen Ländern Osteuropas – 1997 in Sarajevo und anderen Städten Bosniens.